# Bandelwerk

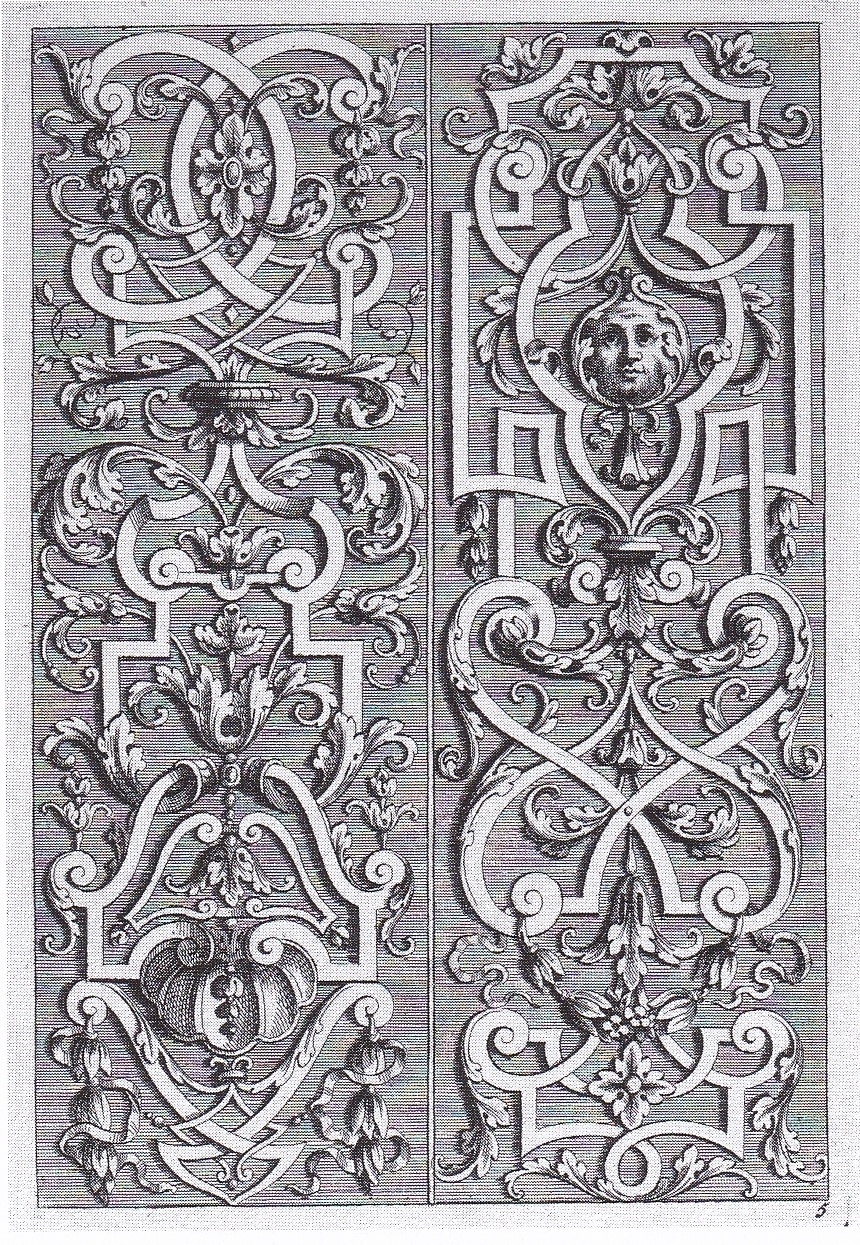
Ornamentales Vorlagenblatt im Bandelwerkstil von Johann Leonhard Eysler, Nürnberg, um 1715

Das Bandelwerk, auch Bandlwerk ist ein symmetrisches, flächiges Ornament aus der ersten Hälfte des 18. Jahrhunderts, das seinen Namen von den markanten, stets gleichbleibend breiten Bändern bekommen hat, die sich überschneiden und oft abrupt ihre Richtung ändern. Sie laufen in flächig ausgebreitete Voluten oder Blätter aus, daher auch der süddeutsche Name Laub- und Bandlwerk für diese Dekorationsweise. Es ähnelt der Arabeske und verwendet auch Akanthuslaub, allerdings sind die blattbürtigen Ranken durch feine geschwungene Bänder ersetzt und mit Blüten und anderem Beiwerk geschmückt.

## Entstehung und Verbreitung
Zu den Anregern und Vorläufern gehören die Bandmauresken und das niederländische Schweifwerk des 16. Jahrhunderts sowie italienische Grotesken. Unmittelbare  Wurzeln des Bandlwerkornaments liegen in der französischen Kunst bei den Ornamentstechern Bérain und Marot in den Jahrzehnten um 1700. Weite Verbreitung auch außerhalb der Hofkunst fand es besonders in der Zeit des Régence um 1715–1730 in Frankreich. Vermittelt durch französische Stichwerke, vor allem die erst 1711 publizierten Arbeiten Berains, wurde der Dekorationsstil schon bald in Deutschland aufgegriffen. Paul Decker (Laub-, Bandel und Groteschgen-Werk, vor 1713) und Johann Jacob Biller (Schlingen und Bandelwerk, vor 1723) trugen zur Vermittlung bei, ebenso Abraham Drentwett und andere Augsburger Vorlagenstecher. Zwischen etwa 1730 und 1745 wurde das Bandelwerk, der französischen Entwicklung folgend, auch in Deutschland von den asymmetrischen und weniger „geordneten“ Rocaillen abgelöst, die dem Rokoko seinen plastischeren, bewegteren Charakter gaben. In einigen Landschaften Österreichs dagegen blieb das Bandelwerk bis gegen Ende des Jahrhunderts vorherrschend.
Zu den frühesten in diesem Stil geschmückten Bauwerke gehört das Schloss Belvedere von Johann Lucas von Hildebrandt (1716/1722). Besonders beliebt war der Bandlwerkstil in der Wandgestaltung von Innenräumen, also  dort, wo Felder von Wänden, Paneelen, Plafonds, Pilastern und Supraporten in Malerei oder Stuck zu gestalten waren. Wegen seiner fast ausschließlichen Eignung zur Füllung flacher, rechteckiger Felder ist die kunsthandwerkliche Verwendung beschränkt auf entsprechende Anwendungen, zum Beispiel die Lederprägung auf Bucheinbänden.
Die ab der Renaissance bis zum Klassizismus verwendeten, mehr oder weniger naturalistischen Schmuckformen der Bandschleifen und flatternden Bänder an Festons und anderen, zuweilen von Putten getragenen Frucht- und Blütengehängen sollten korrekterweise nicht als Bandelwerk bezeichnet werden. 

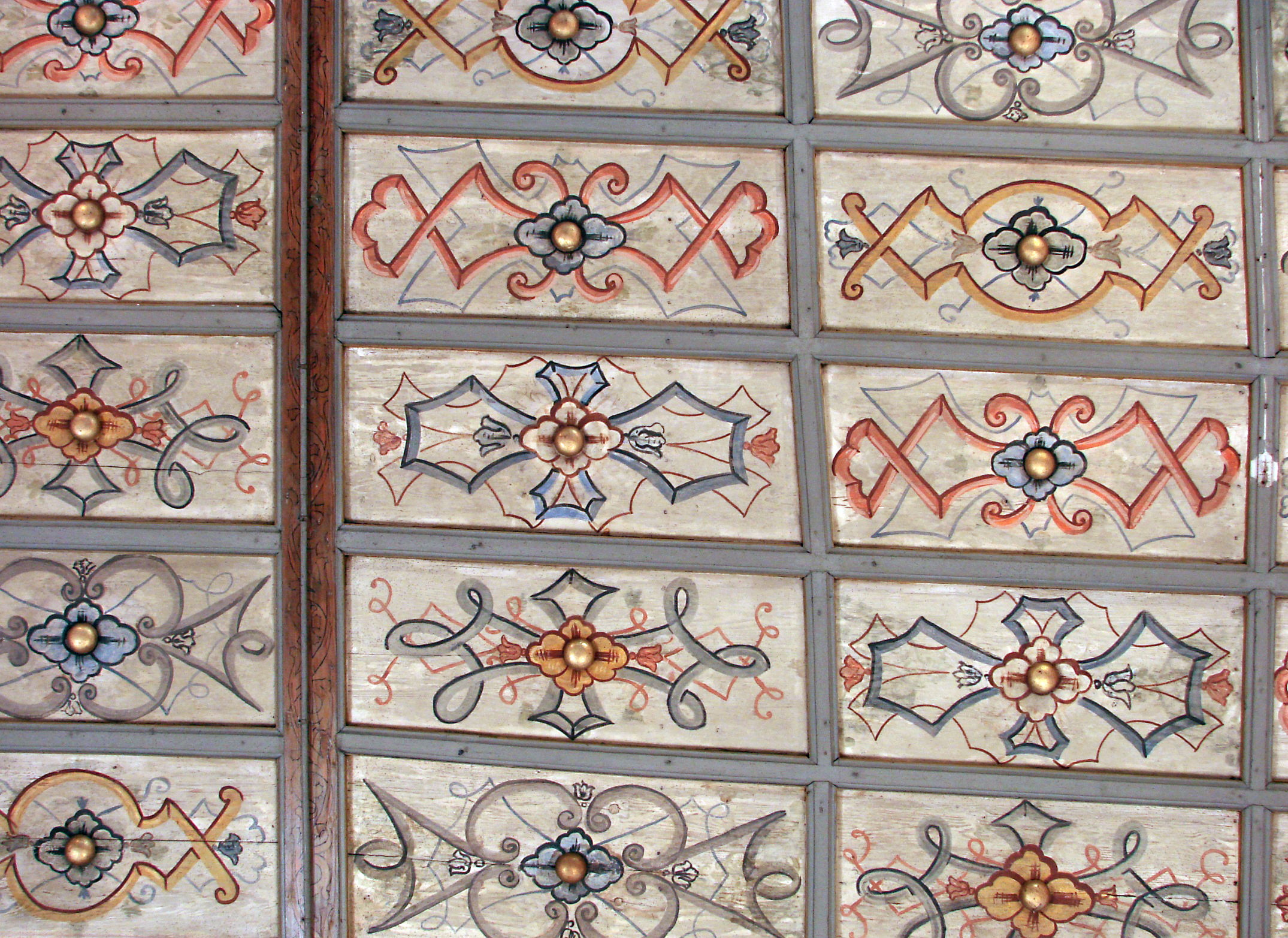
Einfaches Bandelwerk an einer Kirchendecke
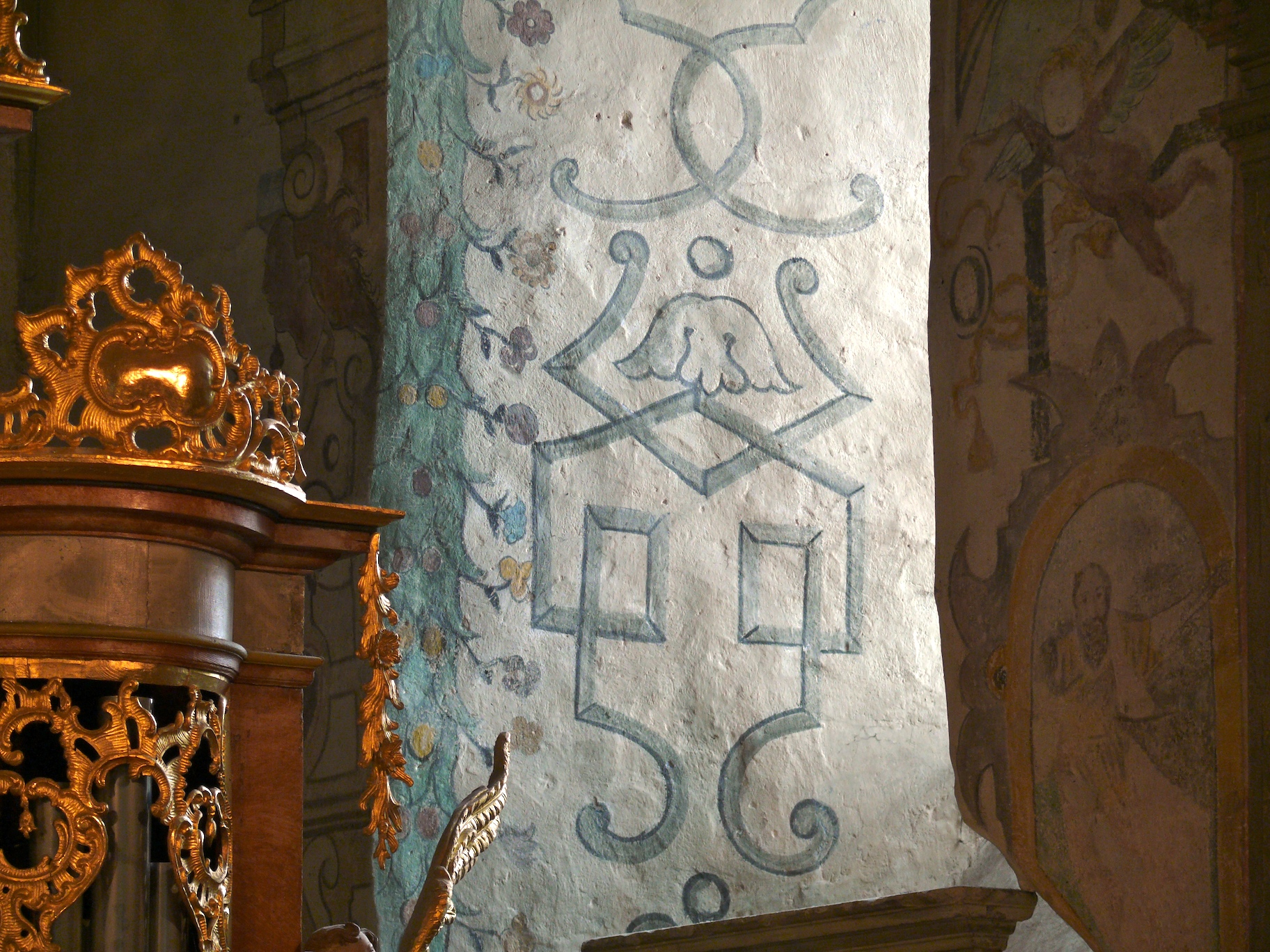
Einfaches Bandelwerk in einer Fensterlaibung
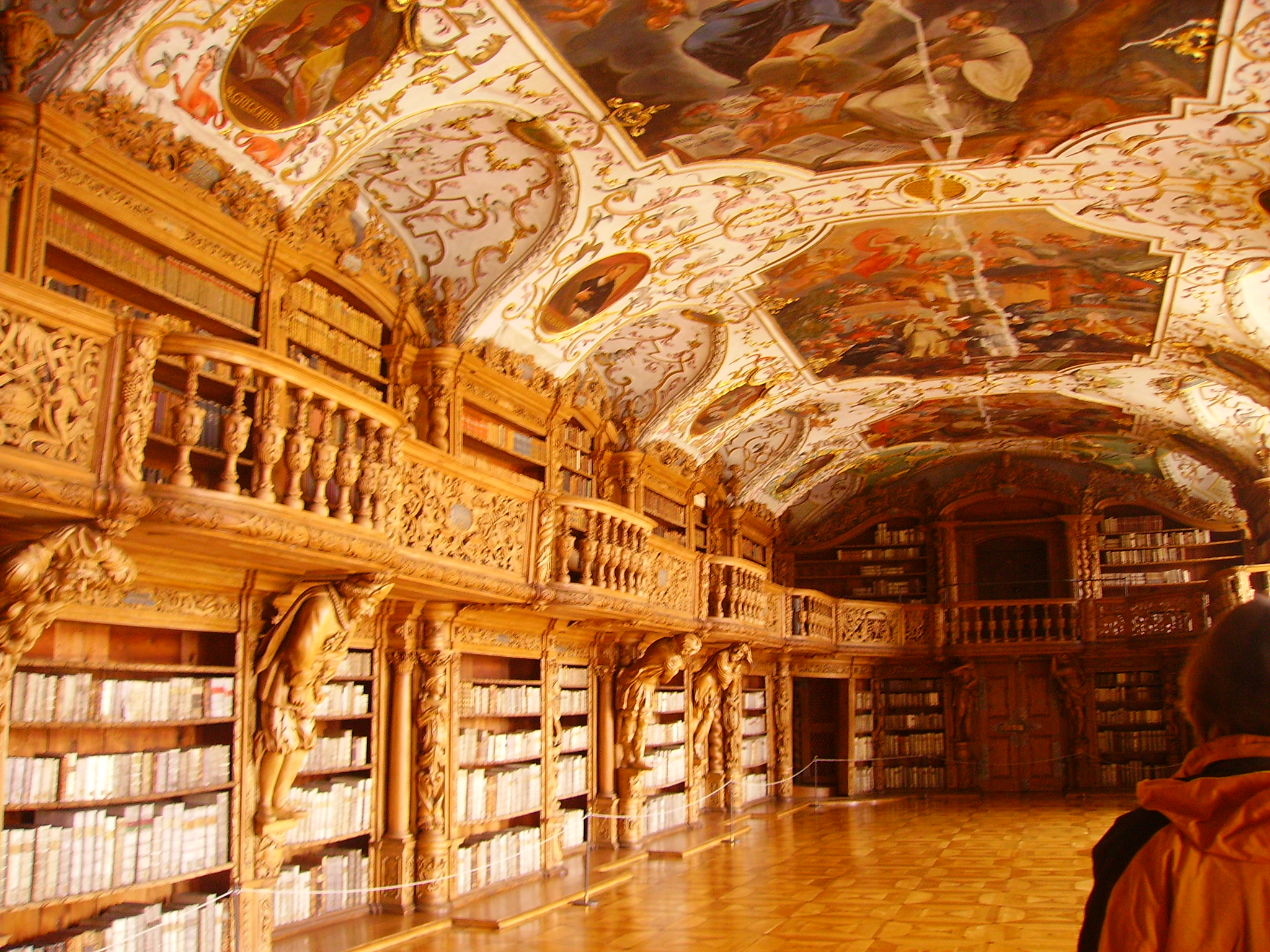
Stiftsbibliothek Waldsassen, Deckenstuck von Jacopo Appiani, um 1730.
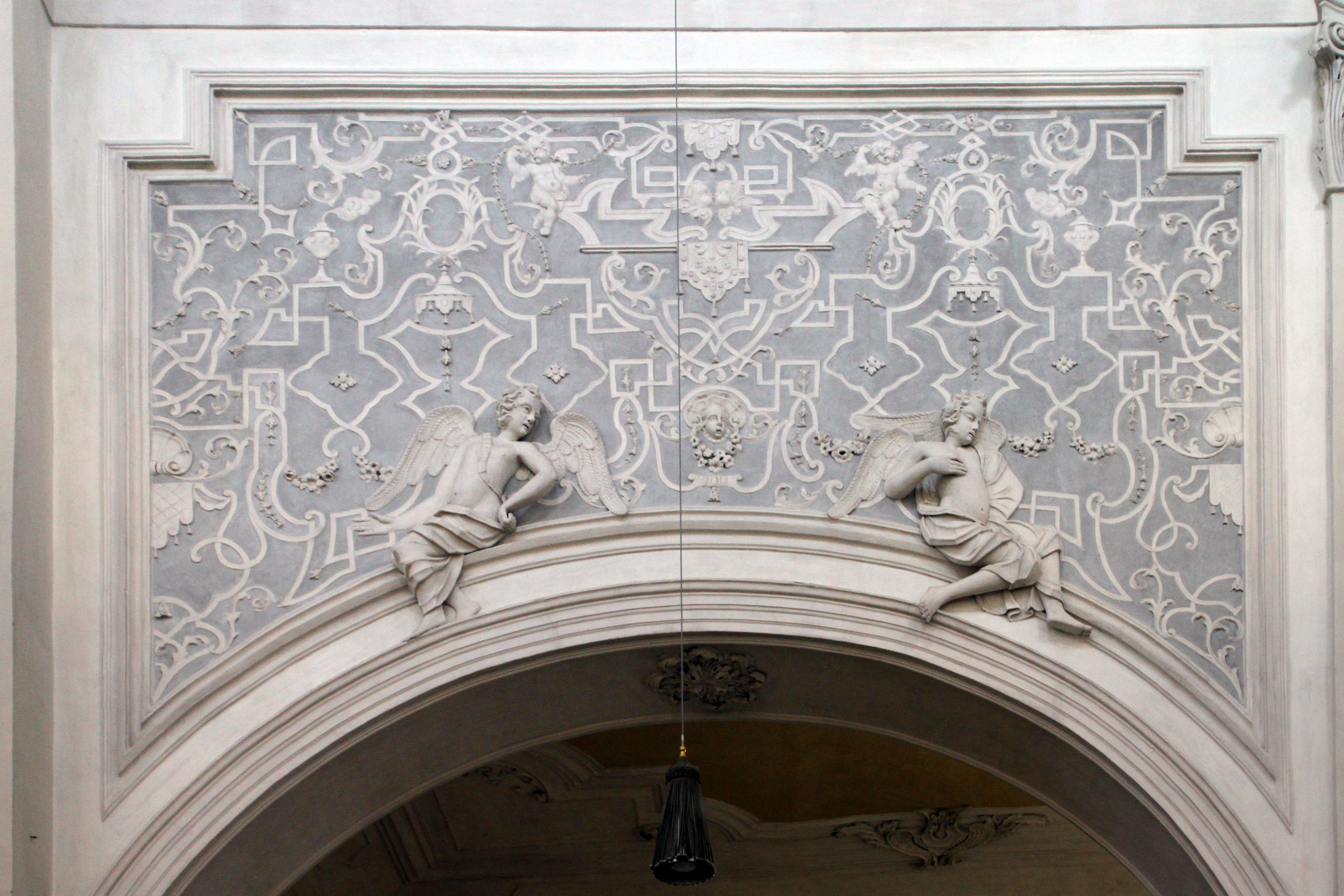
Obere Pfarre (Bamberg)